# Baross Gábor-díj
A Baross Gábor közmunka- és közlekedésügyi miniszterről elnevezett  Baross Gábor-díj a közlekedés érdekében végzett kimagasló, példamutató tevékenység, továbbá életmű elismeréséért adható legmagasabb szintű, az innovációért és technológiáért felelős miniszter által adományozható elismerés.  Évente legfeljebb öt díjat adnak át. A  díj egy bronzból készült emlékplakett, amelyet díszdobozban helyeznek el. A plakett átmérője 110 mm. Előlapja közepén a  névadó mellképe látható, felette körívben a díj elnevezése helyezkedik el. A plakett hátoldalán az „INNOVÁCIÓÉRT ÉS TECHNOLÓGIÁÉRT FELELŐSMINISZTER” felirat helyezkedik el, felette egy körben Magyarország egymást keresztező tölgy- és babérággal övezett címere, alatta pedig az elismerésben részesített nevének és az adományozás évszámának gravírozására alkalmas síkfelület található. A díj adományozására a március 15-i nemzeti ünnep, valamint vasutasnap alkalmából kerülhet sor.

## Története
A díjat a közlekedési, hírközlési és vízügyi miniszter hívta életre  a 14/1992. (IV. 4.) KVHM rendelettel. A díj a közlekedés és hírközlés érdekében végzett kimagasló, példamutató tevékenység elismerését célozza.
Később újra szabályozta  közlekedési, hírközlési és energiaügyi miniszter, a közlekedési, hírközlési és energiaügyi miniszter által adományozható elismerésekről szóló 11/2008. (VII. 5.) KHEM rendelettel.
Ezt a rendeletet hatályon kívül helyezte illetve a helyébe lépett a nemzeti fejlesztési miniszter által adományozható elismerésekről szóló 3/2014. (I. 31.) NFM rendelet. Maga a díj egy ezüstérem volt, melynek hátoldalának közepén a  Magyar Köztársaság tölgyfa- és babérággal övezett címere látható, körötte pedig "A KÖZLEKEDÉSI, HÍRKÖZLÉSI ÉS VÍZÜGYI MINISZTERTŐL" körirat.
A nemzeti fejlesztési miniszter helyébe 2018-ban az  innovációért és technológiáért felelős miniszter lépett.
Végül az innovációért és technológiáért felelős miniszter 7/2020. (II. 17.) ITM rendelete (az innovációért és technológiáért felelős miniszter által adományozható elismerésekről és egyes kapcsolódó miniszteri rendeletek módosításáról) szabályozta - többek között - a Baross Gábor-díj adományozásának szabályait is.

## Díjazottak[1]
- Bakó Károly
- Balogh András 1945-
- Balogh Imre
- Bálint Sándor
- Barna Péter
- dr. Bán Tamás
- Bátori László
- Battistig György 1927-
- Békési István 1954-
- Berényi János 1947-
- Bíró József
- Both Előd 1952-
- Bots Dénes
- Bölcskei lmre
- Buczkó Imre 1936-
- Dr Büki Imre 1931-2016
- Czibere Mihály 1934-
- Csaba Attila 1937-
- Csapodi Csaba 1940- fejéregyházi
- Dalmy Tibor 1930-2008
- Dobosi Tivadar
- Dulin Jenő 1936-
- Dusza János
- Erdősi Ferenc 1934-
- Ékes Géza
- Farkas Antal
- Farkas Károly
- Forisek Ilona
- Fráter István
- Gerencsér Károly
- Halász György
- Halász Tibor
- Hardy András 1960-
- Holnapy László
- Horváth Attila
- Horváth Ferenc 1939-
- Horváth István
- Horváth László 1939-
- Huszár János
- Kádár György
- Kádár Pálné
- Kalmár Béla
- Kazatsay Zoltán 1952-
- Kovács György
- Kovács József
- Kovács Zoltán 1943-2010
- Kozák Tamás
- Kölber György István 1949-
- Jürgen Köppen
- Krupanics Sándor 1953-
- Lovas József
- Maizl József
- Matlák Sándor
- Márfai Márta
- Misur György 1933-
- Nagyszokolyai Iván Béla
- Nyiri Szabolcs
- Oprics György 1944-1999
- Pál József 1940-2010
- Pálfalvi József 1948-
- Pálné Jancsi Eszter
- Petki Gusztáv
- Péczeli István
- Ragány Pálné
- Reisz György
- Reményik Kálmán 1962-
- Revuczky Gyula 1944-
- Réti Nándor
- Sallai Gyula 1945-
- Saslics Elemér 1946-2013
- Scharle Péter 1940-
- Schmideg Iván 1933-
- Schneider Péter
- Soós András
- Spakievics Sándor
- Sugár András 1946-
- Sullay János
- Szabó Sándor
- Szabó Zoltán

dr. Szarvassy Mária 
- Szerencsi Gábor 1963-
- Széles Erzsébet
- Szíjgyártó Ferenc
- Szilágyi András
- Szirányi Ákos
- Tímár András 1940-
- Tímár József
- Tomka Péter 1946-
- Tóth Béla
- Tóth Dezső
- Tóth Imre
- Tölösi Péter 1943-1999
- Varga György
- Varga László 1940-
- Vaszary Pál 1924-2017
- Vácziné Takács Zita 1954-
- Vándor Gábor
- Dr Verbóczky János 1945-2007
- Vereczkey Zoltán 1954-
- Vígh István
- Villányi Ottó 1933-
- Wittinghoff Tamás 1958-
- Zsolnay Tamás